# Little Cressingham
Little Cressingham è un villaggio e parrocchia civile dell'Inghilterra, appartenente alla contea del Norfolk.